# Jim Seminoff
James Jack "Jim" Seminoff (Los Ángeles, California, 1 de septiembre de 1922-Mission Viejo, California, 12 de junio de 2001) fue un jugador de baloncesto estadounidense que disputó cuatro temporadas entre la BAA y la NBA. Con 1,88 metros de estatura, jugaba en la posición de escolta.

## Trayectoria deportiva

### Universidad
Jugó durante tres temporadas con los Trojans de la Universidad del Sur de California, incluida la temporada de 1943 en la que consiguieron 23 victorias y 5 derrotas, y en la que ganaron al vigente campeón, Stanford, jugando durante su carrera en todas las posiciones, incluida la de pívot. Esa última temporada, en la que promedió 8,3 puntos por partido, fue incluido en el mejor quinteto de la Pacific-10 Conference.

### Profesional
Tras dejar la universidad, se incorporó al Cuerpo de Marines de los Estados Unidos durante la Segunda Guerra Mundial, sirviendo en Guam e Iwo Jima como teniente, regresando en 1946 para fichar por los Chicago Stags. En su primera temporada, jugando como sexto hombre, promedió 7,3 puntos y 1,1 asistencias por partido, llegando a disputar las Finales de la BAA de 1947, en las que cayeron ante los Philadelphia Warriors.
Tras jugar una temporada más en los Stags, en 1948 fue traspasado a los Boston Celtics, donde en su primera temporada promedió 7,9 puntos y 3,9 asistencias por partido, acabando como quinto mejor pasador de la liga. Tras una temporada más en los Celtics, fue despedido, retirándose del baloncesto en activo.

#### Estadísticas en la BAA y la NBA

##### Temporada regular
| Temporada | Edad | Equipo         | Liga  | P   | TIT | MIN | TC  | TCA | %TC  | 3P | 3PA | %3P | TL  | TLA | %TL  | R.OF. | R.DEF. | REB | ASIS | ROB | TAP | PER | FP  | PTS |
| 1946-47   | 24   | Chicago Stags  | BAA   | 60  |     |     | 3.1 | 9.8 | .314 |    |     |     | 1.2 | 2.2 | .546 |       |        |     | 1.1  |     |     |     | 2.6 | 7.3 |
| 1947-48   | 25   | Chicago Stags  | BAA   | 48  |     |     | 2.4 | 7.9 | .297 |    |     |     | 1.5 | 2.2 | .695 |       |        |     | 1.9  |     |     |     | 2.2 | 6.2 |
| 1948-49   | 26   | Boston Celtics | BAA   | 58  |     |     | 2.6 | 8.4 | .314 |    |     |     | 2.6 | 3.8 | .689 |       |        |     | 3.9  |     |     |     | 3.4 | 7.9 |
| 1949-50   | 27   | Boston Celtics | NBA   | 65  |     |     | 1.3 | 4.4 | .300 |    |     |     | 2.2 | 2.9 | .755 |       |        |     | 3.8  |     |     |     | 2.4 | 4.8 |
| Total     |      |                | TOTAL | 231 |     |     | 2.3 | 7.5 | .308 |    |     |     | 1.9 | 2.8 | .681 |       |        |     | 2.7  |     |     |     | 2.6 | 6.5 |
|           |      |                | BAA   | 166 |     |     | 2.7 | 8.8 | .309 |    |     |     | 1.8 | 2.7 | .650 |       |        |     | 2.3  |     |     |     | 2.7 | 7.2 |
|           |      |                | NBA   | 65  |     |     | 1.3 | 4.4 | .300 |    |     |     | 2.2 | 2.9 | .755 |       |        |     | 3.8  |     |     |     | 2.4 | 4.8 |

##### Playoffs
| Temp.   | Edad | Equipo        | Liga | P  | MIN | TCA | TC  | 3PA | 3P | TLA | TL | R.OF. | REB | ASIS | ROB | TAP | PER | FP | PTS | %TC  | %3P | %FT  | MIN | PTS | REB | AST |
| 1946-47 | 24   | Chicago Stags | BAA  | 11 |     | 31  | 132 |     |    | 13  | 19 |       |     | 8    |     |     |     | 27 | 75  | .235 |     | .684 |     | 6.8 |     | 0.7 |
| 1947-48 | 25   | Chicago Stags | BAA  | 5  |     | 16  | 62  |     |    | 17  | 26 |       |     | 8    |     |     |     | 21 | 49  | .258 |     | .654 |     | 9.8 |     | 1.6 |
| Total   |      |               | BAA  | 16 |     | 47  | 194 |     |    | 30  | 45 |       |     | 16   |     |     |     | 48 | 124 | .242 |     | .667 |     | 7.8 |     | 1.0 |

## Vida posterior
Tras dejar el baloncesto como jugador, se trasladó junto a su familia a Whittier. Entre 1951 y 1966 fue árbitro de baloncesto universitario en las conferencias Pacific Coast Conference, West Coast Conference y Southern CA Intercollegiate Athletic Conference. Falleció en 2001 mientras estaba siendo operado de urgencia del corazón, a los 78 años.